# Třeštík (Bílá)
Třeštík je horská osada v sedle Třeštík ve Vsetínských vrších, nedaleko hranic se Slovenskem. Po administrativní stránce spadá pod obec Bílá, v okrese Frýdek-Místek. Nedaleko se nachází známý hraniční přechod Bumbálka. Najdeme zde stanici Horské služby a také sjezdovku. Okolí nabízí množství udržovaných běžeckých stop.

## Pamětihodnosti
- Rozhledna Súkenická na vrcholu Čarták
- Chata Celnica

## Zajímavosti
- Nedaleko osady směrem na vrchol Vysoká pramení Rožnovská Bečva.[1]
- Nedaleko osady směrem na Trojačku se nachází prameniště Vsetínské Bečvy.[2][3]
- V chatě Celnica se dá zakoupit turistická známka TZ No. 47 – Třeštík, chata Celnica.[4]

## Dostupnost
Sedlem Třeštík a okrajem osady vede silnice I/35 od Horní Bečvy na Bumbálku. Osada je také křižovatkou tří turistických tras. Místem prochází zelená turistická značka od osady Bedřichův Splav na Babskou a žlutě značená turistická stezka ze Trojačky a pokračující k osadě Hlavatá. Kromě nich zde začíná červená turistická značka, pokračující (s odbočkou k prameni Rožnovské Bečvy) přes Vysokou směrem na Soláň.